# Belgian Greengage
Belgian Greengage es una variedad cultivar de ciruelo (Prunus domestica), de las denominadas ciruelas europeas.
Una variedad de ciruela relacionada 'Reina Claudia Verde', obtenida como plántula de semillas importadas de Bélgica por Alidor Andries, Deloraine, Manitoba, Canadá.
Las frutas tienen un tamaño mediano, color de piel amarillo verdoso, cubierto de pruina de mediano espesor, punteado pequeño, y pulpa de color amarillo casi dorado, jugosa, textura de firmeza suave, y sabor dulce casi insípido.

## Historia
'Belgian Greengage' variedad de ciruela relacionada con 'Reina Claudia Verde', obtenida como plántula de Prunus domestica. Criado a partir de semillas importadas de Bélgica por Alidor Andries, Deloraine, Manitoba, Canadá. Introducido en los circuitos comerciales en 1936.
'Belgian Greengage' está cultivada en diversos bancos de germoplasma de cultivos vivos, tales como en National Fruit Collection (Colección Nacional de Fruta) de Reino Unido con el número de accesión: 1962-006 y Nombre Accesión : Belgian Greengage. El espécimen fue recibido en el «National Fruit Trials» (Probatorio Nacional de Frutas), para evaluar sus características en 1962.

## Características
'Belgian Greengage' árbol moderadamente vigoroso, erguido. Auto estéril, necesita a otras variedades para su polinización (grupo C y B). Flor blanca, que tiene un tiempo de floración que comienza a partir del 15 de abril con el 10% de floración, para el 19 de abril tiene una floración completa (80%), y para el 29 de abril tiene un 90% de caída de pétalos.
'Belgian Greengage' tiene una talla de tamaño mediano de forma oval oblonga, cavidad poco profunda, estrecha, abrupta, sutura pronunciada, una línea distinta; ápice redondeado o ligeramente puntiagudo, con peso promedio de 30.90 g; epidermis tiene una piel delgada, tierna, siendo el color amarillo verdoso, cubierto de pruina de mediano espesor, punteado pequeño; pedúnculo glabro, con una longitud promedio de 16.44 mm, pubescente, bien adherido al fruto con la cavidad del pedúnculo estrecha y apenas pronunciada; pulpa de color amarillo casi dorado, jugosa, textura de firmeza suave, y sabor dulce casi insípido.
Hueso no adherido a la pulpa, irregular y ampliamente ovada, aplanada, áspera, ligeramente comprimida y con cuello en la base, roma o aguda en el ápice, sutura ventral estrecha, alada, fuertemente surcada, sutura dorsal aguda o levemente surcada.
Su tiempo de recogida de cosecha es a mediados de agosto.

## Usos
Se usa comúnmente como postre fresco de mesa buena como postre de fines de verano.